# Алтай (Маралдинский сельский округ)
Алтай (каз. Алтай) — упразднённое село в Куршимском районе Восточно-Казахстанской области Казахстана. Входило в состав Маралдинского сельского округа. Ликвидировано в 2007 году.

## Население
По данным переписи 1999 года, в селе проживало 85 человек (47 мужчин и 38 женщин).